# Bow Wow

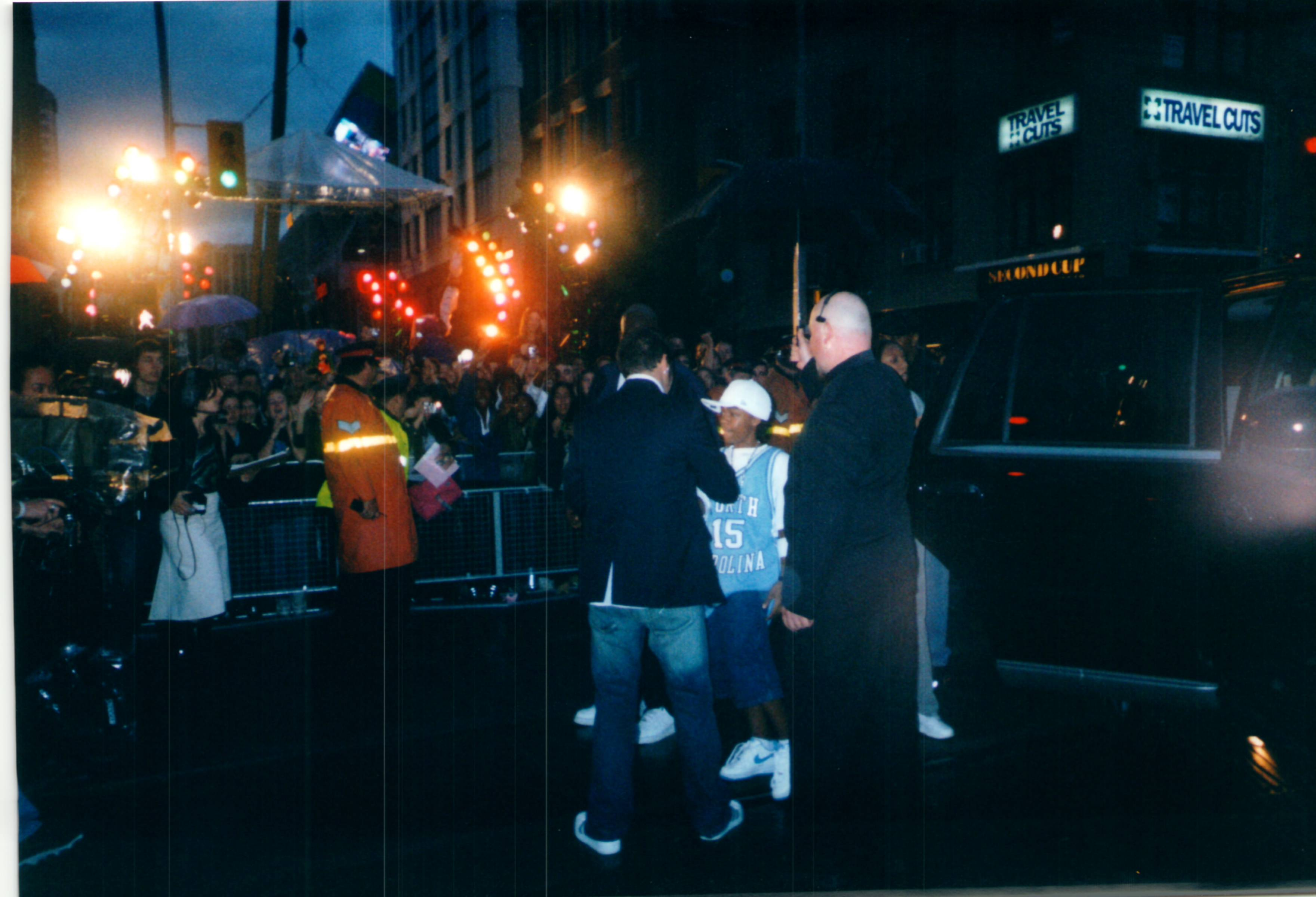
Bow Wow în 2002

Shad Gregory Moss (n. 9 martie 1987, Columbus, Ohio, SUA), cunoscut mai bine sub numele de scenă Bow Wow, este un rapper, cântăreț și actor american.
S-a lansat cu albumul său de debut Beware of Dog la vârsta de 13 ani sub numele de Lil Bow Wow și a păstrat acest nume până în anul 2003 când a urmat al doilea album al artistului intitulat Unleashed. Odată cu apariția acestui album și-a schimbat numele Lil Bow Wow în Bow Wow.
Alte trei albume au apărut mai târziu: Wanted în 2005, The Price of Fame în 2006 și New Jack City II în 2009.
În 2007 a lansat albumul Face Off alături de Omarion.
În 2008 a lansat piesa „Marco Polo” alături de Soulja Boy Tellem care este și producătorul piesei.